# Dynamisk meteorologi
Dynamisk meteorologi är en gren inom meteorologi som studerar den luftrörelse i jordens atmosfär som förknippas med väder och klimat. Dessa rörelser organiseras till sammanhängande cirkulationsfunktioner som påverkar mänsklig aktivitet främst genom vind, temperatur, moln och nederbördsmönster. Dynamisk meteorologi utgör den primära vetenskapliga grunden för väder- och klimatförutsägelse och spelar därmed en primär roll i atmosfärvetenskapen.